# Chloraea crispa
Chloraea crispa es una especie de orquídea de hábito terrestre originaria de Chile.

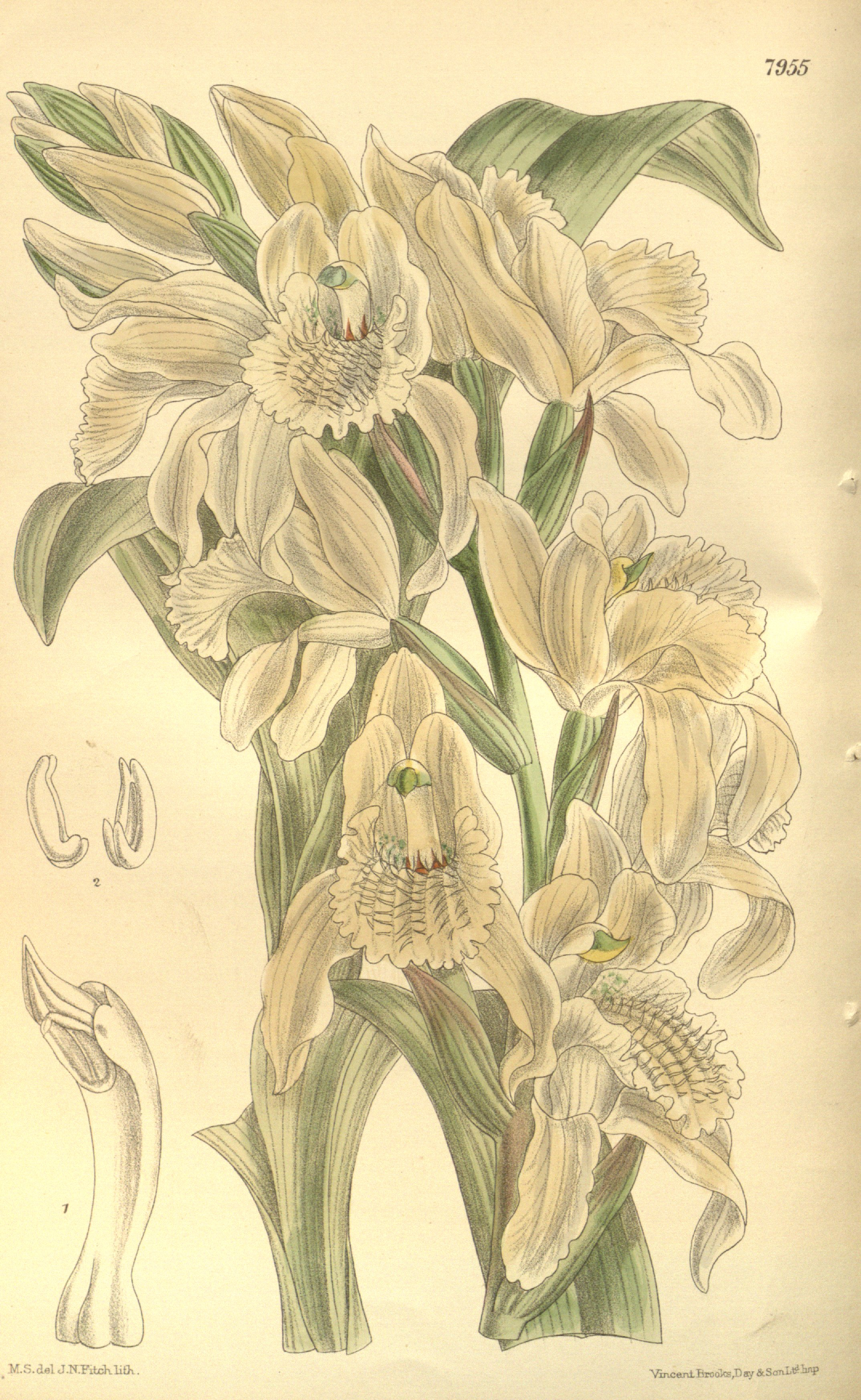
Ilustración

## Descripción
Es una orquídea de tamaño medio que prefiere el clima fresco. Tiene hábito terrestre.

## Distribución
Se encuentra en el centro y sur de Chile en  alturas de 400 a 1200 metros. 

## Taxonomía
Chloraea crispa fue descrita por John Lindley y publicado en The Genera and Species of Orchidaceous Plants 401. 1840.
Etimología
Ver: Chloraea
crispa: epíteto latino que significa "rizada".
Sinonimia
- Asarca crispa (Lindl.) Kuntze, Revis. Gen. Pl. 2: 652 (1891).
- Chloraea cygnaea Phil., Linnaea 33: 241 (1864).
- Asarca conspicua Kuntze, Revis. Gen. Pl. 2: 652 (1891).
- Asarca cygnaea (Phil.) Kuntze, Revis. Gen. Pl. 2: 652 (1891).[4]